# Synclera interruptalis
Synclera interruptalis là một loài bướm đêm trong họ Crambidae.